# Bufo dhufarensis
Bufo dhufarensis är en groddjursart som beskrevs av Parker 1931. Bufo dhufarensis ingår i släktet Bufo och familjen paddor. Inga underarter finns listade.